# Ujazd
Pour les articles homonymes, voir Ujazd (homonymie).
Ujazd (/ˈujast/, en allemand : Ujest) est une ville de Pologne, située dans le sud du pays, dans la voïvodie d'Opole. Elle est le siège de la gmina de Ujazd, dans le powiat de Strzelce Opolskie.